# Elecciones presidenciales de Kirguistán de 2021
Las elecciones presidenciales se celebraron en Kirguistán el 10 de enero de 2021. Estas elecciones fueron la prueba de fuego para el gobierno encabezado hasta el 14 de noviembre de 2020 por Sadyr Zhaparov, líder indiscutible del movimiento social que en 2020 logró que se anularan los comicios parlamentarios (donde 3 de los 4 partidos que pasaron la barrera electoral eran partidarios del presidente Sooronbay Jeenbekov) y que acabó con la renuncia del presidente y la ascensión de Zhaparov, liberado de prisión por los manifestantes. Tras la llegada al poder de Zhaparov, este comenzó a tomar medidas muy criticadas; como: Restaurar el Presidencialismo y las antiguas estructuras tribales. Al final junto con su renuncia para poder participar en estas elecciones, Zhaparov redujo el referéndum a decidir sobre el sistema de gobierno que regiría en el país.
Los resultados fueron cantados desde antes de las elecciones gracias a varias encuestas, siendo la reelección de Zhaparov asegurada desde el principio. Zhaparov ganó con el 79.84% del voto sacando más de 70 puntos a su rival y ganando en todo el país, pero desluciendo por la baja participación que se situó en el 39.59% casi veinte puntos por debajo de las presidenciales de 2017.

## Antecedentes
El 24 de octubre de 2020, la Comisión Electoral Central de Kirguistán (BShK) anunció que se celebrarían las elecciones presidenciales anticipadas el 10 de enero de 2021. El anuncio de las elecciones anticipadas se produjo después de varias semanas de protestas públicas y caos político que provocaron la dimisión del presidente Sooronbai Jeenbekov. La agitación siguió a las acusaciones de corrupción electoral ocurridas en las elecciones parlamentarias, que se celebraron el 4 de octubre de 2020 y posteriormente fueron anuladas por la Comisión Central Electoral.

## Candidatos
Al 14 de noviembre de 2020, 63 personas habían presentado solicitudes para postularse para el cargo. Los solicitantes tenían hasta el 4 de diciembre de 2020 para reunir 30.000 firmas en apoyo de su candidatura y pagar una tarifa de acceso a la boleta de KGS 1.000.000 (US$). El 4 de diciembre, el Comité Central de Elecciones anunció la lista final de 19 candidatos aprobados.
| Candidato            |
| -------------------- |
| Aymen Kasenov        |
| Babur Tolbayev       |
| Adakhan Madumarov    |
| Sadyr Japarov        |
| Ravshan Jeenbekov    |
| Rashid Tagaev        |
| Eldar Abakirov       |
| Jenishbek Baiguttiev |
| Arstanbek Abdyldayev |
| Kursan Asanov        |
| Baktybek Kalmamatov  |
| Myktybek Arstanbek   |
| Abdil Segizbaev      |
| Ulukbek Kochkorov    |
| Kuban Choroev        |
| Kanybek Imanaliev    |
| Imamidin Tashov      |
| Klara Sooronkulova   |
| Kanatbek Isaev       |

## Resultados preliminares

### Nivel nacional
|  | 79.84 % |

|  | 6.74 % |

|  | 2.41 % |

|  | 1.69 % |

|  | 1.49 % |

|  | 1.20 % |

|  | 1.01 % |

|  | 0.92 % |

|  | 0.67 % |

|  | 0.59 % |

|  | 0.51 % |

|  | 0.50 % |

|  | 0.50 % |

|  | 0.19 % |

|  | 0.18 % |

|  | 0.10 % |

|  | 0.08 % |

|  | 99.17 % |

|  | 0.83 % |

|  | 39.59 % |

|  | 60.41 % |